# Fotografischer Film

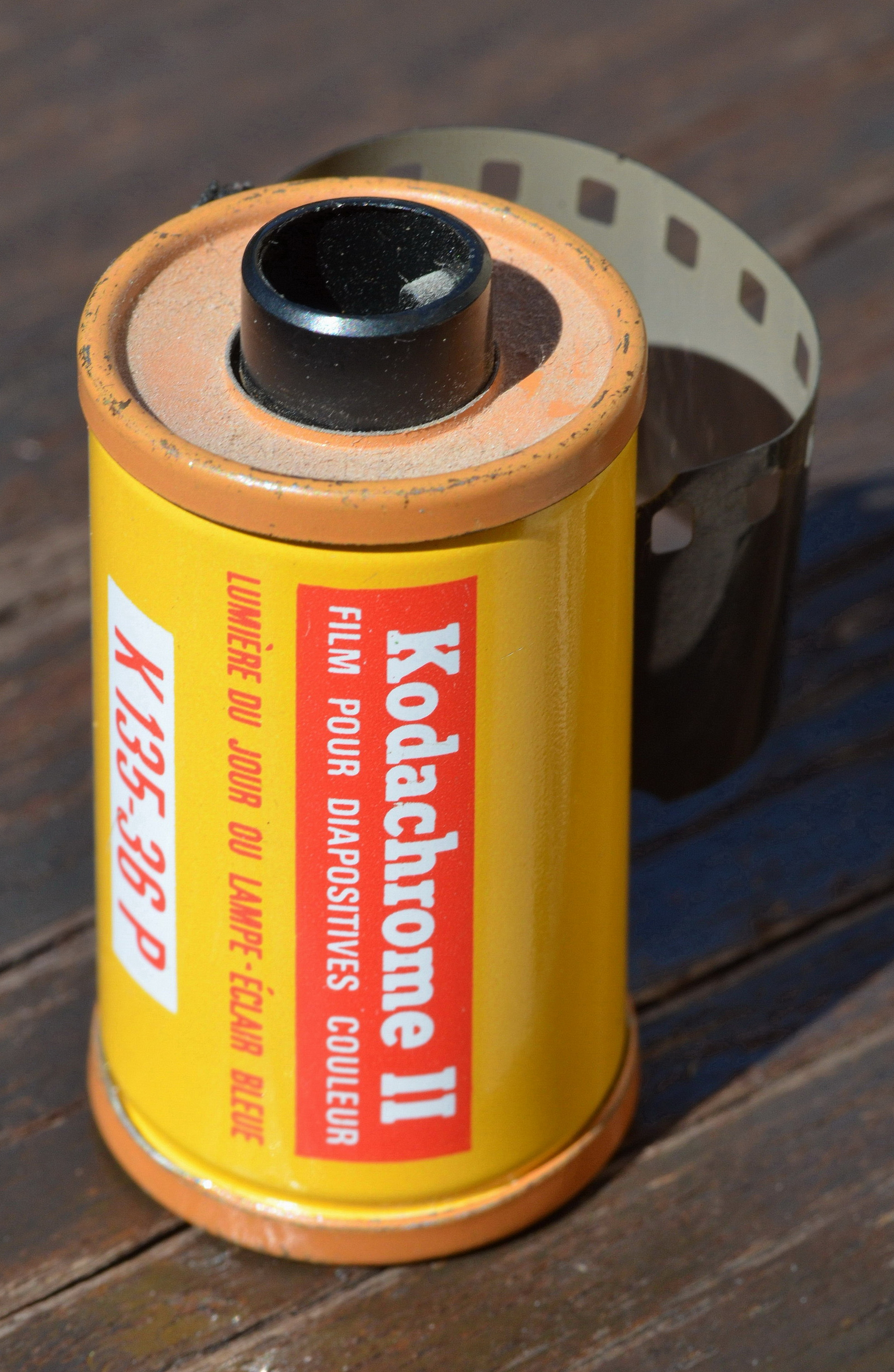
Kodak Kodachrome II Kleinbild-Diafilm

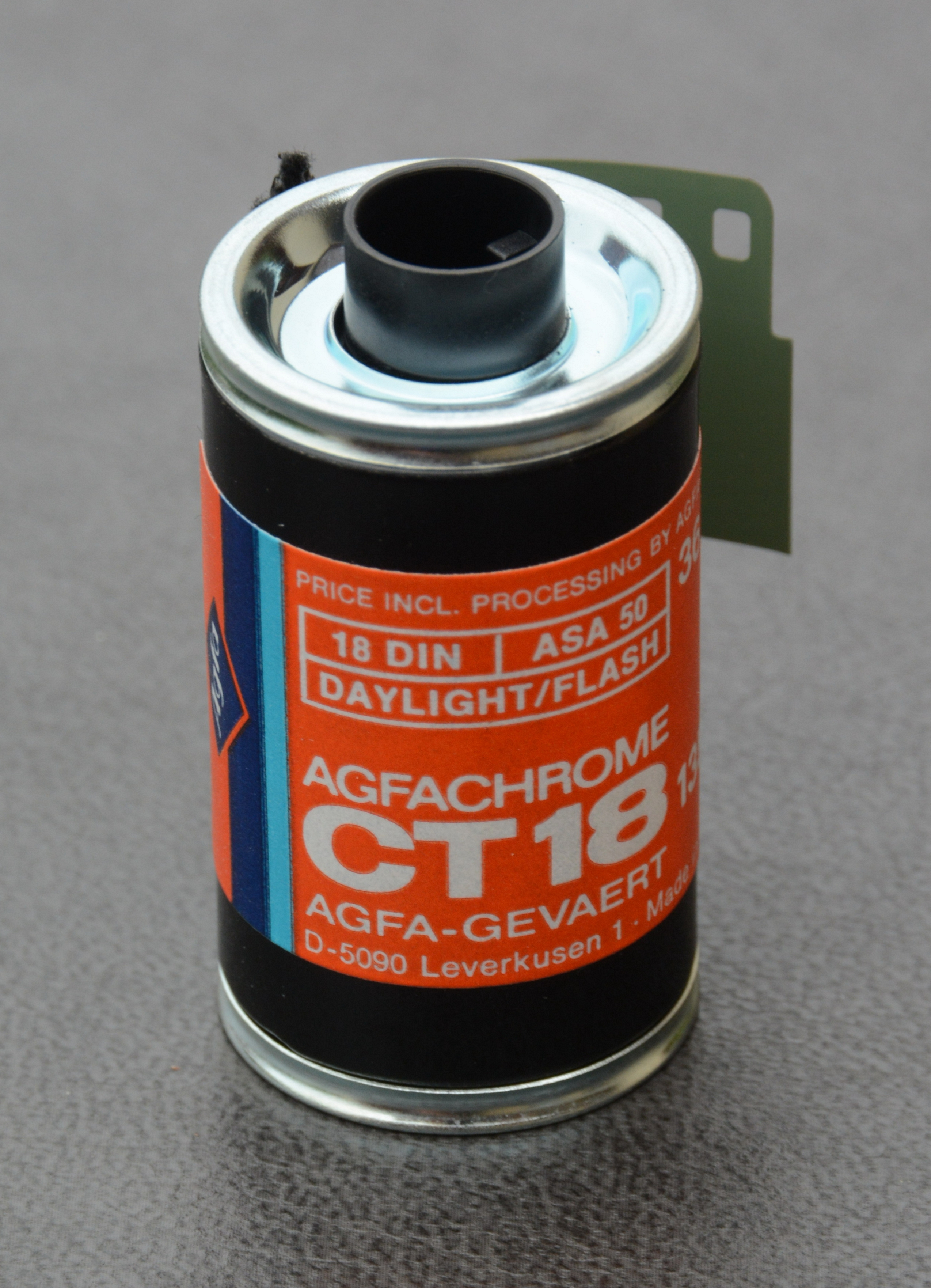
AGFA – Agfachrome CT18 Kleinbild-Diafilm

Ein fotografischer Film ist das lichtempfindliche Aufnahmemedium einer Analogkamera (Fotoapparat für die Fotografie bzw. Kamera oder Kontaktkopiergerät für die Reproduktionstechnik zur Filmkopie oder Maßstabsveränderung und Entzerrungen von Originalen) oder einer analogen Filmkamera. Der Begriff ist von der ursprünglichen Bedeutung des Begriffs Film als einer dünnen Schicht auf einem anderen Material abgeleitet.
Ursprünglich meinte man mit Film nur die dünne Schicht einer Fotoemulsion, mit der die Oberfläche einer Fotoplatte überzogen wurde. Mit der Erfindung des Zelluloids und dessen Einsatz als Filmträger fand ein Bedeutungswandel statt. Heute versteht man unter Film eine mit einer Fotoemulsion beschichtete, transparente Folie aus Tri-Acetat oder Polyester.
Film war neben der Glasplatte als Filmträger die führende Methode der analogen Fotografie (Bildaufzeichnung), wurde jedoch in den meisten Bereichen seit Beginn des 21. Jahrhunderts von digitalen Aufnahmemethoden verdrängt.

## Filmmaterial

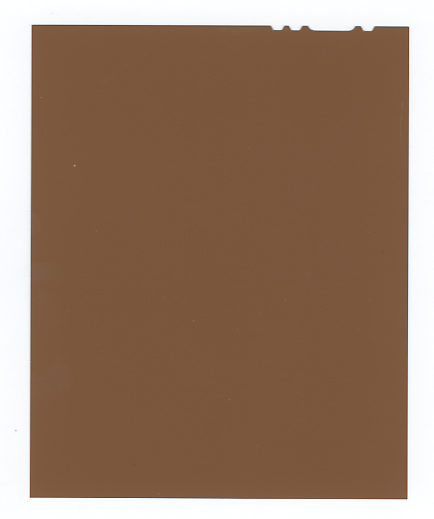
Planfilm zur Verwendung in der Reprografie

Filmmaterial bezeichnet den physischen Träger des Mediums Film, also einen fotografischen Filmstreifen, -platten oder -rollen in einem definierten Aufnahmeformat.
Als Filmmaterial wird unter anderem bezeichnet:
- Rohfilm, also unbelichteter Film vor der Verwendung in der Kamera
- belichteter Film vor der Entwicklung
- fertig entwickelter Film
- ungeschnittener Film
- geschnittener Film (z. B. die Arbeitskopie des Regisseurs oder Filmeditors)
- Schnittabfälle oder nicht verwendete Abschnitte von Film
- Film in Archiven, als Ganzes oder in einzelnen Einstellungen

Üblicherweise bezieht sich „Filmmaterial“ auf die jeweils erste verfügbare Generation, also bei Negativfilm auf das Kameranegativ, bei Kopien auf eine Schnittfassung; im Kontext eines einzelnen Filmes auf sämtliches bei seiner Herstellung benutztes Material; im Kontext von Dokumentationen und Archiven auf eine möglichst frühe, „authentische“ Fassung.
Nicht verwendetes Filmmaterial wird traditionell Kaiserfilm genannt.
Siehe auch: Footage

## Entwicklung
Nach der Belichtung des Films in der Kamera muss der Film entwickelt werden. Dafür kommen standardisierte, automatisierte Prozesse oder die Bearbeitung von Hand nach verschiedenen Rezepten in Frage.
Beim Entwickeln wird das latente (verborgene) Bild sichtbar gemacht. Durch Licht entstandene Keime in der lichtempfindlichen Emulsion werden durch den Entwicklungsprozess katalytisch verstärkt. An belichteten Stellen wächst umso mehr elementares Silber, je stärker die Belichtung war. Es entsteht ein Negativ.
Beim Umkehrfilm, der z. B. für Diapositive genommen wird, erfolgt im Rahmen der sog. Umkehrentwicklung zunächst ebenfalls eine Negativentwicklung, und zwar als Schwarz-Weiß-Bild. Anschließend wird der entwickelte Film diffusem Licht ausgesetzt, wobei das während der Aufnahme noch nicht belichtete Silbersalz belichtet wird. In der nun folgenden Farbentwicklung mit einem speziellen Farbentwickler bilden die dabei entstehenden Oxidationsprodukte der Entwicklersubstanz mit den in der Filmemulsion enthaltenen Farbkupplern die drei Farbstoffe Gelb, Magenta (Purpur) und Cyan (Blaugrün). Das bei beiden Entwicklungsprozessen entstehende Silber wird nun in einem Bleichbad wieder in Silbersalz umgewandelt, das bei einem Bleichfixierbad gleichzeitig oder in einem anschließenden Fixierbad entfernt wird. Übrig bleiben also nur die Farbstoffe, die auf Basis der subtraktiven Farbmischung das Positivbild erzeugen. Als letzter Schritt muss der Film noch fixiert werden, sofern, wie heute meist üblich, kein Bleichfixierbad verwendet wurde. Das Fixieren entfernt die restlichen lichtempfindlichen Substanzen und verhindert dadurch eine Nachdunkelung des Bildes unter Lichteinfluss.
Durch anschließendes Wässern werden die Reste der chemischen Substanzen des (Bleich-)Fixierbades entfernt (Schlusswässerung).
Zum Wasser der Schlusswässerung setzt man oft Netzmittel zu, um schlierenfreie Trocknung zu erreichen.
Zuletzt wird der Film in einer Trockenanlage oder durch Aufhängen getrocknet.

## Positiv und Negativ
Man unterscheidet:
nach dem Aufbau
- Schwarzweißfilm
- Mehrschichten-Farbfilm, davon die Typen für Tageslicht und für Kunstlicht (Farbgleichgewicht)
- Spezialfilme: z. B. für Infrarot-Aufnahmen, Infrarotfilm, Röntgenfilm, Luftbildfilm, Äquidensitenfilm („Agfacontur Professional“), Opalfilm (doppelseitig beschichtet, Dia und Aufsichtsbild in einem), Verkehrskamerafilm

nach der Art der Verarbeitung des Lichtes
- Negativfilm

Bei einem Negativfilm sind alle Farben umgekehrt, beispielsweise ist bei Schwarz-Weiß-Negativfilmen Weiß schwarz und Schwarz weiß, die entsprechenden Grauwerte werden entsprechend umgesetzt.
Bei Farbfilmen werden Komplementärfarben dargestellt.
Die Umkehrung wird erst durch Kopieren des Films auf das lichtempfindliche Fotopapier, einen anderen Film oder ein elektronisches Medium rückgängig gemacht.
- Umkehrfilm (Diapositivfilm)

Beim Diapositivfilm werden die Farben nach dem Entwicklungsprozess dem fotografierten Original entsprechend dargestellt.
Schwarz-Weiß-Negativfilme können durch ein spezielles Entwicklungsverfahren zu einem Diapositiv umgekehrt werden. Filme, für die dies kommerziell angeboten wird, sind der Agfa-Dia-Direkt (eingestellt), der Agfa-Scala und der Fomapan R(eversal). Außerdem gab es Schwarz-Weiß-Umkehr-Schmalfilme z. B. von Agfa in zwei Empfindlichkeitsstufen: Isopan-F-Umkehrfilm (15 DIN/ASA 25) und Isopan-ISS-Umkehrfilm (21 DIN/ASA 100), konfektioniert jeweils als 8- oder 16-mm-Schmalfilm. Es existieren diverse Verfahren, u. a. ein von Klaus Wehner, Paderborn, entwickelter Ansatz, um aus nahezu jedem gewöhnlichen S/W-Film S/W-Dias herzustellen.
nach Sensibilisierung
Silbersalze sind prinzipiell hauptsächlich blauempfindlich. Die fotografische Schicht kann aber für weitere Farbenanteile des Lichts sensibilisiert werden. Davon – sowie vom Einsatz entsprechender Filter – hängt die Umsetzung der Farben in Grauwerte ab. Orthochromatische Filme sind relativ unempfindlich für rotes Licht, panchromatische Filme sind auch für rotes Licht empfindlich und geben die Helligkeitsstufen natürlicher wieder. Einzelne Filme weisen oft eine erhöhte Rotempfindlichkeit auf (hyperpanchromatisch).

## Konfektionierung
Filme gibt es für unterschiedliche Größen des Aufnahmeformats und in unterschiedlichen Längen; dabei wird eine Reihe von Konfektionierungstypen unterschieden. Gängige Formate sind der 35-mm-Film (Kleinbildfilm) mit einem Negativ/Diaformat von 24 mm × 36 mm für 12, 24 oder 36 Aufnahmen, im Mittelformat die Typen 120, 220 (doppelte Länge) mit Bildformaten von 4,5 cm × 6 cm, 6 cm × 6 cm, 6 cm × 7 cm oder 6 cm × 9 cm, daneben Typ 127 für 4 cm × 4 cm (1 1⁄2″ × 1 1⁄2″) und der APS-Film. Über dem Mittelformat liegen Großformatkameras, die aber nicht mit Rollfilm, sondern mit Planfilm beschickt werden.
Verbreitete Filmformate sind:
- Rollfilm 120 (Mittelformatfotografie)
- 35-mm-Film (Kinofilm: Normalfilm; in der Fotografie: Kleinbild- und Halbformat-Rollfilm)
- 16-mm-Film (Kinofilm: Schmalfilm; in der Fotografie: Halbformat- und Kleinstbildfilm)
- 9,5-mm-Film (Kinofilm: Schmalfilm; in der Fotografie: Miniaturfilm)
- 8-mm-Film (Kinofilm: Schmalfilm)

Nicht mehr erhältliche Filmformate sind:
- Rollfilm 220
- 70-mm-Film (Kinofilm: Breitfilm)

Des Weiteren gab es für die Reprotechnik/-fotografie großformatige Rollen- und Planfilme in Packungen.

## Empfindlichkeit

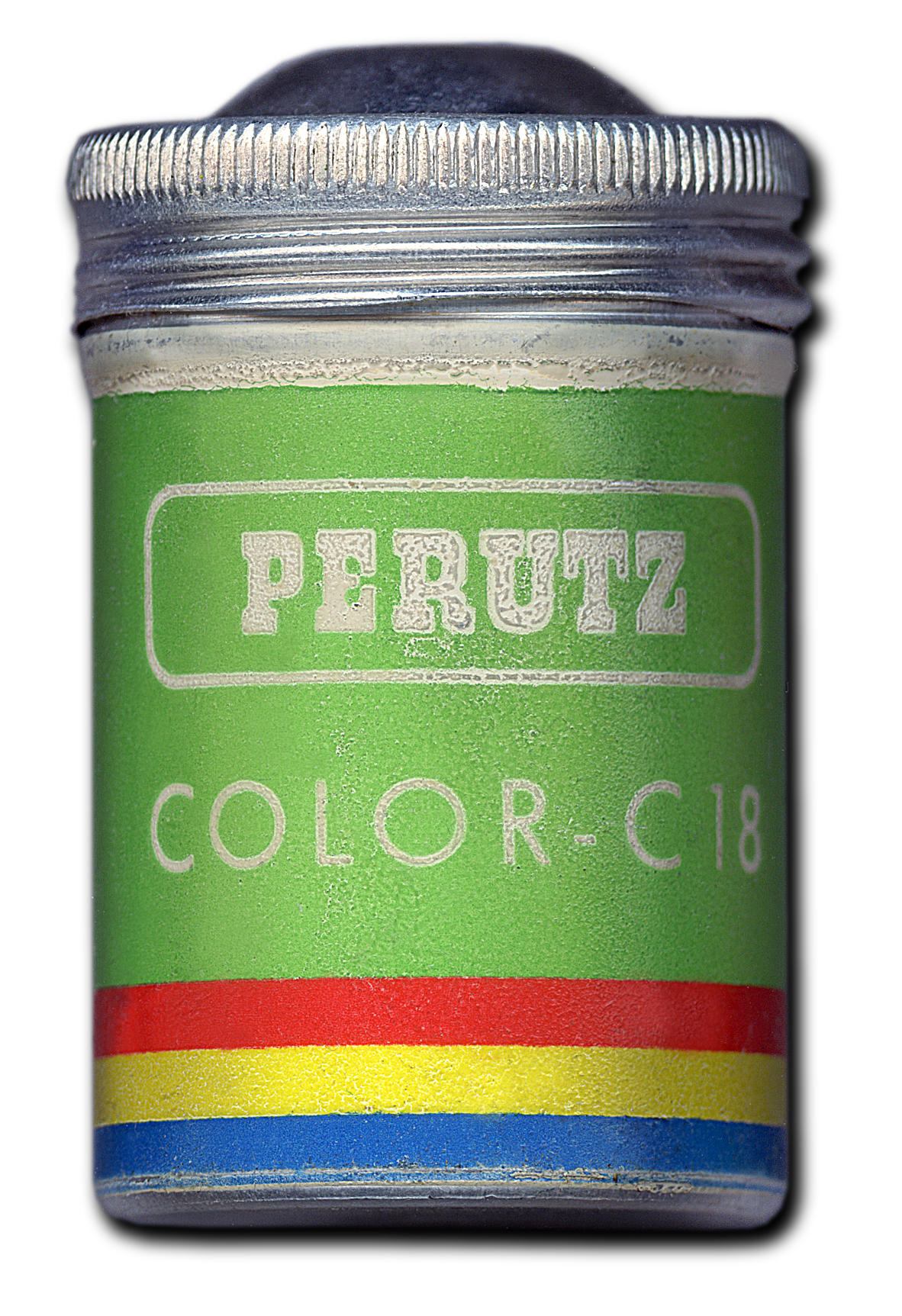
Filmdose für den 1958 völlig neuen Tageslicht-Farbfilm Perutz C 18 (18 DIN). Die daraus entwickelten Dias galten als besonders farbrein und farbsättigend.

Die Filme sind in verschiedenen Lichtempfindlichkeiten (sog. Filmempfindlichkeit) erhältlich.
Mit steigender Empfindlichkeit geht dabei die Auflösung des Films zurück, da die lichtempfindlichen Kristalle immer größer werden und als so genanntes Korn auch auf dem Foto sichtbar werden können.
Höher empfindliche Filme haben eine schlechtere Farbtreue und Einbußen beim Kontrastumfang. Außerdem steigt mit der Empfindlichkeit auch der Preis. Die Empfindlichkeit wird in DIN-Graden (Deutsches Institut für Normung) und ASA-Werten (American Standards Association) angegeben. Den DIN-Angaben wird eine logarithmische Skala zu Grunde gelegt. Eine um 3 höhere Zahl bedeutet eine Verdopplung der Empfindlichkeit. Den ASA-Werten liegt eine lineare Reihe zu Grunde. Als Standard gilt seit Ende der 1990er Jahre bei Farbnegativfilmen eine Empfindlichkeit von 24 DIN / 200 ASA. Diafilme liegen üblicherweise bei 21 DIN / 100 ASA. Die meisten 200-ASA-Diafilme sind überschichtete 400-ASA-Filme, so dass sich ihr Kauf optisch und finanziell nicht lohnt.
Seit einigen Jahren ist die Angabe der Filmempfindlichkeit international in der Norm ISO 5800 standardisiert.

## Auflösungsvermögen
Das Auflösungsvermögen fotografischer Filme wird mit der Zahl gerade noch getrennter Linienpaare pro Millimeter angegeben. Da die fotografische Auflösung vom Kontrast abhängig ist, wählt man schwarze und weiße Linien. Qualitativ spricht man auch von grobkörnigen und feinkörnigen Filmen. Es hängt von den Eigenschaften des Films ab, insbesondere von der Empfindlichkeit des Filmmaterials, und von den Entwicklungsbedingungen. Dabei gilt im Allgemeinen, dass ein hochempfindlicher Film gröbere Körnigkeit aufweist. Handelsübliche Kleinbildfilme haben Auflösungsvermögen von 40 bis 150 Linienpaare pro mm (Lp). Bei Schwarzweiß-Dokumentfilmen kann deutlich mehr Auflösung erreicht werden, die bis zu 1000 Linienpaare pro mm reicht. Es handelt sich dabei nicht originär um Filme für die bildmäßige Fotografie, sondern um sehr kontrastreiche Filme für die Reproduktion von Schriftstücken, die mit spezieller Chemie sehr sorgfältig verarbeitet werden müssen. Beispiele: Agfa Copex, 720 Lp. mit Negativbild; Eastman ImageLink Filme 5360/7360 und Kodak 2468 (Hersteller nun Eastman Park Micrographics), beide orthochromatisch sensibilisierte, gering empfindliche Direktumkehrfilme, 900 bis 1000 Lp. Reine Bichromatgelatinefilme lösen mehr als 5000 Linienpaare je Millimeter auf, z. B. Orwo HF 53 (Holographiefilm).
Beim Scan von Negativ und Dia können Auflösungen von bis zu 10.000 ppi erreicht werden. Beim Kleinbildfilm (24 mm × 36 mm) entspricht das etwa einer Auflösung von bis zu 135 Millionen Pixeln.

## Rückgang durch die Digitalfotografie und heutige Marktsituation
Seit dem Höhepunkt des Fotofilmverkaufs, je nach Land im oder um das Jahr 2000 herum, ging der weltweite Absatz bedingt durch den Erfolg der Digitalfotografie radikal zurück, seit 2004 um mehr als 20 % pro Jahr im Vergleich zum Vorjahr. Ein Ende dieses Trends war 2012 noch nicht abzusehen. Je nach Markt beträgt der Rückgang von 2000 bis 2012 etwa 94 % bis 99 %.
Seit 2015 kann eine Konsolidierung des Filmmarktes festgestellt werden. Hersteller wie Eastman Kodak oder Harman Technology, Produzent und Vertreiber der Filmmarke Ilford, haben bereits alte Filme wieder neu eingeführt, so zum Beispiel den Diafilm Kodak Ektachrome E100. 2019 wurde durch Ilford der orthochromatische Schwarzweißfilm Ortho 25 für Kleinbild- und Mittelformat neu eingeführt.

### Filmmarkt in Deutschland
In Deutschland erreichte der Verkauf von Fotofilmen an Endverbraucher im Jahr 2000 einen Höhepunkt mit 191 Millionen Stück und einem Umsatz von 660 Millionen Euro. Bis zum Jahr 2011 brach dieser Markt auf 14 Millionen Stück bzw. 45 Millionen Euro ein, was einem durchschnittlichen jährlichen Rückgang von 21 % entspricht. Für 2012 wurde ein weiterer Rückgang von 20 % auf 11,3 Millionen Filme bzw. 37 Millionen Euro erwartet. Dies entspricht 5,9 % der Absatzmenge im Jahr 2000, damit läge der Filmmarkt in Deutschland noch auf einem deutlich höheren Niveau als beispielsweise in Kanada oder den USA (siehe unten).

### Filmmarkt in den USA und Kanada
In den USA betrug der Absatz von Fotofilm 786 Millionen Stück im Jahr 2000. Im Jahr 2010 blieben davon noch 4,1 % bzw. 32 Millionen Stück übrig. Die durchschnittliche jährliche Rückgangsrate in den Jahren 2004 bis 2010 betrug 34 % pro Jahr. Für 2011 und 2012 wurde ein weiterer Rückgang um 38 % bzw. 25 % erwartet, auf dann nur noch 15 Millionen Stück bzw. 1,9 % des Absatzes im Jahr 2000.
In Kanada nahm der Absatz von 35-mm-Farbnegativfilmrollen im Amateurmarkt von 54,5 Millionen Stück im Jahr 2000 auf 991.000 Stück im Jahr 2011 ab. Ab 2004 ging der Absatz jedes Jahr um mehr als 25 % zurück; 2009 sogar um mehr als 50 %. Insgesamt war dies ein Rückgang auf nur noch 1,8 % der Ausgangsbasis. Für 2012 wurde ein weiterer Rückgang auf 643.000 Stück erwartet, dies ist ein weiterer Rückgang um 35 % bzw. auf 1,2 % des Absatzes im Jahr 2000.

## Hersteller
Die Anzahl der Hersteller fotografischer Filme ist durch den Erfolg der digitalen Fotografie in den letzten Jahren stark zurückgegangen. Weitaus größter Abnehmer fotografischer Filme ist die Filmwirtschaft.
Folgende Unternehmen stellen oder stellten Filme für die bildmäßige Fotografie und teils auch für die Kinematografie her:
- Adox (Deutschland), Schwarzweiß-Filme
- Astrum LLC (Ukraine), Schwarzweiß- und Farbfilme
- China Lucky Film (China)
- Ferrania, (Italien)
- FilmoTec (Deutschland), Schwarzweiß-Filme
- Foma (Tschechien), Schwarzweiß-Filme
- Fujifilm (Japan), Schwarzweiß- und Farbfilme
- Impossible (Österreich), Sofortbildfilme
- Ilford (Großbritannien), Schwarzweiß-Filme
- Kodak (USA), Schwarzweiß- und Farbfilme
- Shantou ERA Film (China)

Hersteller, die nur noch Filme für technische Zwecke (Röntgenfilme, Dokumentfilme, Luftaufnahmefilme) produzieren:
- Agfa (Belgien)
- Fotokemika Efke (Kroatien), Schwarzweiß-Filme
- Hindustan Photo Film (Indien)
- Tasma (Russische Föderation)